# Petar Bonetti
Petar Bonetti (Split, 3. listopada 1888. – Zagreb 14. listopada 1967.), prvi lijevi bek u povijesti Hajduka. Za Hajduk je odigrao svega jednu utakmicu, i to onu protiv talijanaškog kluba Calcio, koju je Hajduk dobi osa 9:0. Igrao je i za A momčad u prvoj Hajdukovoj trening utakmici.
Uz njega u prvoj postavi na toj utakmici igrali su Buchberger, Namar, Zuppa, Fakač, Murat, Tudor, Šitić, Raunig, Lewaj i Nedoklan. 
Petar Bonetti nakon odigrane utakmice svoju dužnost u klubu preuzet će 1912. kada postaje treći predsjednik kluba, naslijedivši 1. listopada 1912 Antu Katunarića, a na mjestu predsjednika ostaje sve do 17. srpnja 1913. kada na njegovo mjesrto dolazi Grga Anđelinović.
Umro je u Zagrebu a sahranjen je u rodnom Splitu.
Statistika u Hajduku
| Natjecanje        | Nastupi | Zgoditci |
| ----------------- | ------- | -------- |
| Prvenstvo         | 0       | 0        |
| Kup               | 0       | 0        |
| Superkup          | 0       | 0        |
| Međunarodne       | 0       | 0        |
| Splitski podsavez | 0       | 0        |
| Ukupno            | 0       | 0        |
| Prijateljske      | 1       | 0        |
| Sveukupno         | 1       | 0        |